# Wikłacz czerwonogłowy
Wikłacz czerwonogłowy (Malimbus rubriceps) – gatunek małego ptaka z rodziny wikłaczowatych (Ploceidae). Zasiedla Afrykę Subsaharyjską od strefy Sahelu na południe po północną Namibię, Botswanę i północno-wschodnią RPA. Nie jest zagrożony.

## Taksonomia
Gatunek opisał po raz pierwszy Carl Jakob Sundevall pod nazwą Ploceus (Hyphanthornis) rubriceps w roku 1850. Holotyp pochodził z gór Witfontein w Prowincji Północno-Zachodniej w Południowej Afryce. Obecnie (2020) autorzy Kompletnej listy ptaków świata umieszczają ten gatunek w rodzaju Malimbus, ale często jest on wydzielany do monotypowego rodzaju Anaplectes Reichenbach, 1863. Zwykle wyróżnia się 3 podgatunki. Niektórzy autorzy traktują podgatunek leuconotos jako osobny gatunek; IUCN wszystkie podgatunki podnosi do rangi gatunku. Proponowany podgatunek gurneyi (opisany z miasta Caconda w Angoli) włączany jest do nominatywnego.

### Etymologia
- Malimbus: Malimbe lub Malimba, Kongo Portugalskie (obecnie Malembo, prowincja Kabinda, Angola)[9].
- Anaplectes: gr. αναπλεκω anaplekō „splatać” (por. rg. ανα ana „z, zaraz potem”; rodzaj Symplectes Swainson, 1837)[10].
- rubriceps: łac. ruber, rubra „czerwony”; -ceps „-głowy”, od caput, capitis „głowa”[11].
- leuconotos: gr. λευκος leukos „biały”; -νωτος -nōtos „-tyły”, od νωτον nōton „tył”[12].
- jubaensis: Dżuba, Somali Włoskie (obecnie Somalia)[13].

## Podgatunki i zasięg występowania
Wyróżnia się następujące podgatunki:
- M. r. leuconotos (von Müller, JW, 1851) – wikłacz czerwonoskrzydły – południowe Mali do północno-centralnej Nigerii i na wschód do Sudanu Południowego i zachodniej Etiopii, na południe do Tanzanii, północna Zambia i północne Malawi
- M. r. jubaensis (van Someren, 1920) – wikłacz pąsowy – południowa Somalia i północno-wschodnia Kenia
- M. r. rubriceps (Sundevall, 1850) – wikłacz czerwonogłowy – Angola do południowej Tanzanii i na południe do Botswany i północno-wschodniej RPA

Zasiedla lasy szerokolistne, stepy, zadrzewienia akacji oraz przedstawicieli Brachystegia. W zachodniej i południowej Afryce zwykle spotykany poniżej 1600 m n.p.m., natomiast dochodzi do 2100 m n.p.m. w Sudanie i wschodniej Afryce.

## Morfologia
Długość ciała wynosi 12–15 cm, z czego około 15–16 mm przypada na dziób, zaś 5–6 cm na ogon (u samic krótszy o około 1 cm). Skrzydła mierzą około 78–82 mm. Masa ciała samców waha się w granicach 19–26 g, zaś samic 17–25 g. Występuje wyraźny dymorfizm płciowy. U samca podgatunku nominatywnego kantarek czarny, poza tym cała głowa, szyja i górna część grzbietu czerwone. Niższa część piersi przybiera barwę pomarańczowoczerwoną, wyraźnie odcinając się od białego spodu ciała. Wierzch ciała niżej karku szary z oliwkowym odcieniem. Na ciemnych lotkach i sterówkach obecne są jaskrawożółte obrzeżenia. Pokrywy skrzydłowe także posiadają żółte obrzeżenia, a lotki III rzędu także białawe. Tęczówka czerwonobrązowa do pomarańczowej lub czerwonej, dziób pomarańczowoczerwony, nogi różowawe. Samce w szacie spoczynkowej mają głowę złotobrązową, gardło i wyższą część piersi żółte, a wierzch ciała szarobrązowy. Samice przypominają nielęgowe samce, ale są jaśniejsze na głowie i nie posiadają pomarańczowawych piórek na głowie i piersi. Młode bardziej matowe od samic. Samce podgatunku leuconotos mają czarną „maskę” dookoła oka, a żółta barwa obrzeżenia lotek i sterówek zastąpiona jest czerwoną; pokrywy skrzydłowe biało obrzeżone. Podobnie ma to miejsce u samic, u których żółtawa barwa głowy i piersi zastąpiona jest niemal szarą. Samiec podgatunku jubaensis jest całkowicie czerwony, z wyjątkiem czarnego kantarka, obrzeżeń lotek, sterówek oraz pokryw skrzydłowych.

## Behawior

### Głos
Pieśń stanowi gwałtowna seria piszczących, skwierczących dźwięków czu-tsii-tsi czu-tsi tsiii-tsi tsłi-tsi-tsłiii cirrrr. Krótsze części pieśni samiec wykonuje zwisając z gniazda. Głos wydawany w locie to ci lub ci-huu, zaś alarmowy – wysokie ci ci.

### Pożywienie
Pożywienie stanowią głównie owady, odnotowano także inny pokarm – nasiona akacji, owoce roślin z rodzaju Premna (jasnotowate) i gatunku Tapinanthus leendertziae (gązewnikowate). W Ugandzie odnotowano zainteresowanie owocującymi roślinami z rodzaju Sapium (wilczomleczowate). Niektóre ze zbadanych żołądków zawierały pluskwiaki (Hemiptera), chrząszcze (Coleoptera), modliszki (Mantodea) i termity (Isoptera). Pisklętom dorosłe wikłacze czerwonogłowe przynosiły także ślimaki i pająki.
Żeruje samotnie lub w parach, niekiedy zawisa do góry nogami. Przeszukuje liście i gałęzie. W obszarach zalesionych często widywany w wielogatunkowych stadach; w Kenii widziano tego wikłacza z czołoczubami żółtookimi (Prionops plumatus), poza tym z wikłaczem sawannowym (Ploceus intermedius). Czasem w Mozambiku przyłącza się do nektarników (Nectariniidae). Prócz tego z aksamitnikami (Hyliota), krótkosterkami z rodzaju Sylvietta i dzięciołowatymi (Picidae). W trakcie badań w Zambii najczęściej widywanymi z M. rubriceps gatunkami były dziwogon żałobny (Dicrurus adsimilis), krępnik czarnopierśny (Batis molitor), a także turniurzyk srokaty (Dryoscopus cubla).

## Lęgi

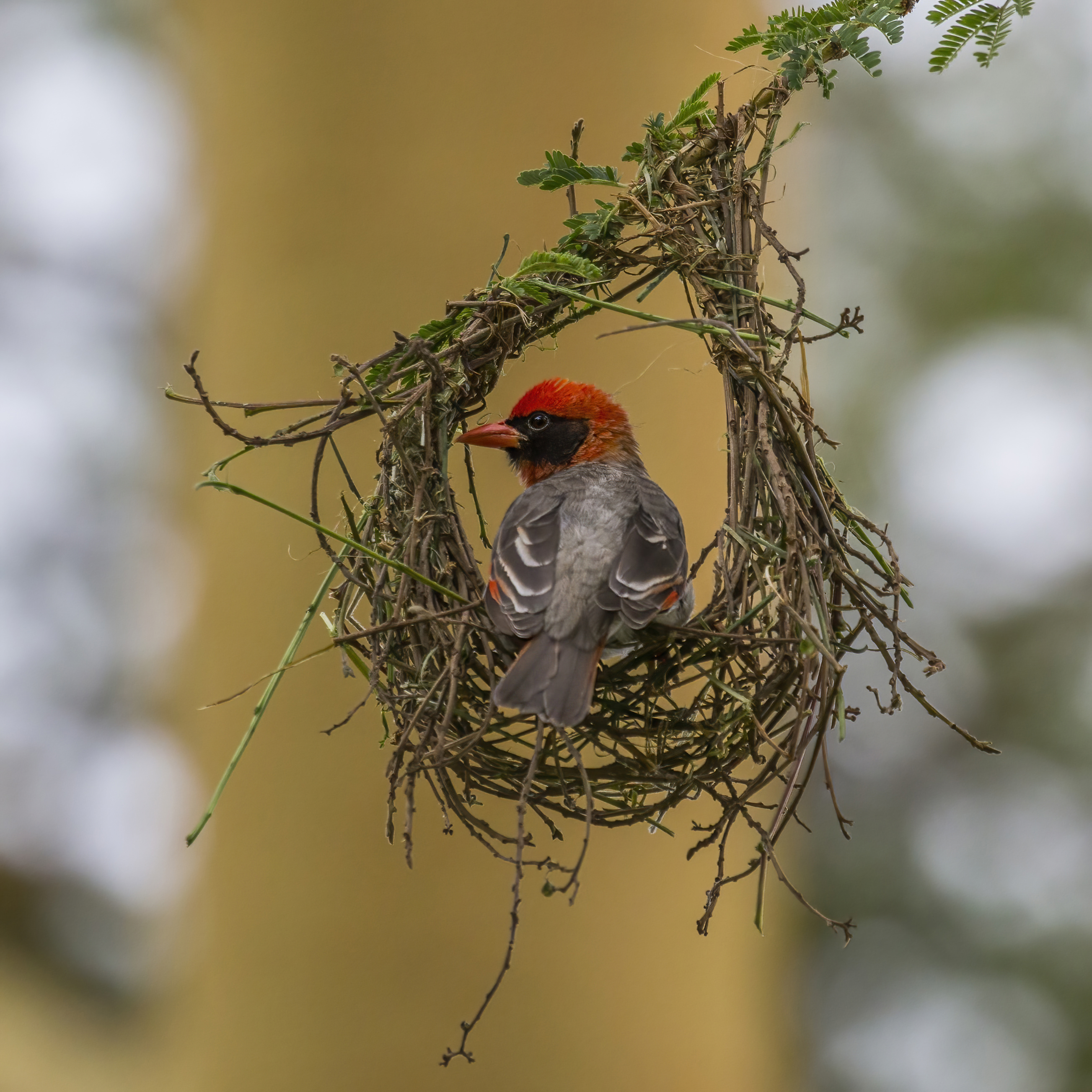
Samiec podgatunku leuconotos zajmujący się budową gniazda

W Ghanie i Togo okres lęgowy trwa od grudnia do marca; w Nigerii od listopada do maja; w Etiopii od lutego do kwietnia oraz w listopadzie i grudniu; na terenie Ugandy od maja do lipca oraz w lutym; w Kenii od marca do lipca, we wrześniu, październiku, listopadzie i styczniu; od lutego do maja i od września do grudnia w Tanzanii; w Rwandzie od października do grudnia i od marca do maja; w południowo-wschodniej części DRK od września do listopada (w północno-wschodniej w styczniu i lutym); od września do listopada w Angoli; od sierpnia do grudnia w Zambii, od sierpnia do stycznia w Malawi, Mozambiku i Zimbabwe, od sierpnia do lutego w Botswanie oraz od października do marca w RPA. Niekiedy przystępują do lęgów nie zrzuciwszy jeszcze szaty juwenalnej.
U wikłaczy czerwonogłowych występuje poligynia, ale zdarzają się także pary monogamiczne. Tworzy kolonie lęgowe obejmujące zwykle do 9, niekiedy nawet do 40 gniazd. Samiec buduje je sam, niekiedy 3–4 blisko siebie. Gniazdo zawieszone jest na liczącej 15–20 cm długości wąskiej konstrukcji. Budulec stanowią łatwo zginalne gałązki oraz żyłki i ogonki liści, zwykle niechlujnie połączone w kształt siatki (inaczej niż u niektórych przedstawicieli wikłaczy, starannie je splatających). Niekiedy między materiały samiec wpłata fragmenty kory drzewnej. Wyściółkę stanowią cieńsze gałązki, włókna traw, a niekiedy i liście. Swą konstrukcję ptak umiejscawia 1,5–15 m nad ziemią, przytwierdzoną do gałęzi.
Może gniazdować w otoczeniu innych wikłaczy, takich gatunków jak wikłacz zmienny (Ploceus cucullatus), wikłacz maskowy (P. velatus), wikłacz sawannowy (P. intermedius) i bawolik czerwonodzioby (Bubalornis niger). W Kenii i RPA stare gniazda wykorzystują amadyny obrożne (Amadina fasciata), w RPA także amarantka szara (Lagonosticta nitidula), niekiedy z gniazd korzystają także mniszka srokata (Lonchura cucullata) i mucharka lśniąca (Melaenornis pammelaina).
Zniesienie liczy 2–4, choć zwykle 3, jasnoniebieskie jaja, często ciemniejsze na cieńszym końcu. Średnie ich wymiary wynoszą (n=60) 20,3×14 mm (dane z RPA). Samica wysiaduje sama. Inkubacja trwa 12–13 dni. Młode są karmione przez oba ptaki z pary. W Malawi młode pozostawały w gnieździe 12 dni, w niewoli zaś 17. W Zambii, Malawi, Zimbabwe i RPA na lęgach pasożytuje kukułeczka pstra (Chrysococcyx caprius). Maksymalna długość życia zaobrączkowanych osobników wynosiła 9 lat.

## Status
IUCN od 2016 roku podnosi podgatunki wikłacza czerwonogłowego do rangi gatunku i klasyfikuje je następująco:
- M. (r.) leuconotos – wikłacz czerwonoskrzydły – gatunek najmniejszej troski (LC, Least Concern); liczebność populacji nie została oszacowana, opisywany jako rzadki do pospolitego; trend liczebności populacji uznawany za stabilny[7].
- M. (r.) jubaensis – wikłacz pąsowy – gatunek najmniejszej troski (LC, Least Concern); liczebność populacji nie została oszacowana, opisywany jako występujący lokalnie; trend liczebności populacji uznawany za spadkowy[8].
- M. (r.) rubriceps – wikłacz czerwonogłowy – gatunek najmniejszej troski (LC, Least Concern); liczebność populacji nie została oszacowana, opisywany jako rzadki do pospolitego; trend liczebności populacji uznawany za stabilny[4].